# Gannet (Schiff, 1954)
Die Gannet war ein irisches Feuerschiff, das von 1955 bis 2009 auf wechselnden Stationen vor Ost- und Südirland in der Irischen See positioniert war. Heute ist es aufgelegt und wird als Club- und Restaurantschiff in Basel betrieben.

## Geschichte
Das Schiff wurde 1953–1954 im Auftrag der irischen Seefahrtsbehörde von der britischen Werft Philip and Son in Dartmouth als Stahlschiff erbaut. Es hat eine Länge von 119 ft, eine Breite von 25 ft, einen Tiefgang von 15 ft; die Baukosten betrugen £95,200. Ein Schwesterschiff war das Feuerschiff Osprey mit der Bau-Nr. 1269, heute das Restaurantschiff Batofar in Paris am Seine-Ufer.
Seit 1954 diente es als Feuerschiff auf der Station Kish Bank vor Dublin. 1980/81 wurde das Feuerschiff modernisiert, in ein ALF (automatic light float) umgerüstet und seit 1982 unbemannt auf Station betrieben, 2001 als Ersatz für das Feuerschiff Skua auf der Station Coningbeg, Wexford. Von 2007 bis 2009 versah es als Ersatz für das dekommissionierte Feuerschiff Kittiwake als letztes irisches Feuerschiff den Dienst auf der Station South Rock, Co. Down. Danach wurde es in die Zentrale nach Dublin verholt und 2010 zum Verkauf nach England gebracht, bis es 2019 in Chatham in die Schweiz verkauft wurde.
Seit 2020 wird das Schiff im Holzpark Klybeck in Basel – umgebaut zum Kulturdampfer – von einem Betreiberverein als Club- und Restaurantschiff genutzt.
Seit 2024 dient das Schiff auch als Bühne für die Theater Festspiele Nordwestschweiz.

## Andere Schiffe mit diesem Namen
Das erste Feuerschiff Gannet wurde 1865 durch Charles Hill in Bristol als Holzschiff mit 91 ft Länge, 21 ft Breit und 10 ft Tiefgang gebaut und auf der Feuerschiff-Station Daunt eingesetzt. 1928 verkauft und verschrottet.